# Bibliothèque publique de Delhi
La Bibliothèque publique de Delhi est une bibliothèque publique située à Delhi, en Inde. Elle a été réalisée à l'initiative de l'UNESCO afin de promouvoir la création de bibliothèques publiques dans le monde entier.

## Histoire
Inaugurée le 27 octobre 1951 par le premier ministre de l’époque Jawaharlal Nehru, la Bibliothèque publique pilote de Delhi fut la première bibliothèque publique pilote de la planète, suivie par celle de Medellín (Colombie) en 1954 puis celle d'Enugu (Nigeria) en 1960,. Avec l’aide technique et financière de l’UNESCO, la bibliothèque publique de Delhi a pour objectif de favoriser l’éducation de la population et de participer au mouvement d’alphabétisation en Inde en offrant des services en hindi, en ourdou, en anglais et en punjabi. L’emplacement géographique de l’institution est stratégique puisque cette dernière se situe dans la capitale indienne. La bibliothèque couvre donc une région métropolitaine populeuse.
La notion de bibliothèque publique sans discrimination quant à l’âge, au niveau d’éducation et au statut social implantée par l’UNESCO n’est cependant pas nouvelle en Inde. Elle est en lien direct avec les idées du bibliothécaire indien Ranganathan qui souhaitait améliorer la situation des bibliothèques en Inde. L’entente entre l’UNESCO et le gouvernement indien était ainsi de mettre sur pied une bibliothèque qui servirait de modèle pour le développement des autres bibliothèques publiques de l’Inde et de pays se trouvant dans une situation similaire. Frank M. Gardner participa au travail d’implantation et d’amélioration de la bibliothèque de Delhi notamment par le rapport qu’il effectua. L’étude qu’il a menée lui a permis de constater qu’il s’agissait d’une institution achalandée et moderne. De plus, la clientèle se révéla être assez jeune par sa popularité auprès des enfants. Les rencontres et les séminaires tenus par l’UNESCO permettent aux responsables de l’établissement indien d’avoir une vision globale des avancées et des difficultés afin de planifier les actions futures.

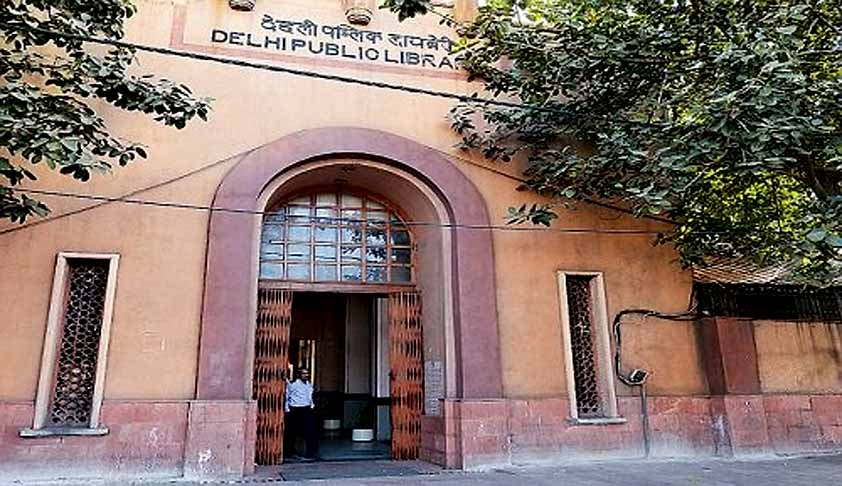
Entrée de la bibliothèque publique de Delhi

Le bâtiment Dalmia Jain House a été choisi pour abriter la bibliothèque de Delhi en raison des nombreux avantages qu’il offre. Tout d’abord, l’édifice se trouve à proximité d’une voie ferrée. Cela facilite l’accès à la bibliothèque puisque les usagers peuvent s'y rendre en train. De plus, Dalmia Jain House est dans une zone populeuse et son architecture est propice à sa transformation en bibliothèque, c’est-à-dire qu’un grand espace intérieur est disponible ainsi qu’un terrain extérieur composé d’un jardin et de deux cours. Aujourd’hui, la bibliothèque a 54 points de services et plusieurs bibliothèques mobiles.
La bibliothèque de Delhi est régie par le Delivery of Books Act de 1954. Elle est sous le contrôle administratif du Ministère de Tourisme et de la Culture, du Département de la Culture et du gouvernement de l’Inde.

## Événements culturels
La bibliothèque de Delhi ne propose pas qu’un service de prêt aux usagers. Elle se veut être un lieu éducatif et culturel, où il est possible d’apprendre et de créer en toute liberté. Ainsi, de nombreuses activités socioculturelles sont proposées aux membres de la communauté : des débats, des ateliers d’écriture d’essais, du théâtre, des présentations de films, de la lecture aux enfants, des compétitions de peinture, etc.

## Services offerts
En adhérant à la vision de l’UNESCO et des bibliothèques publiques, la bibliothèque de Delhi souhaite offrir des services gratuits sans discrimination à la population. En plus de la mise en place d’un service de prêt de livres, l’établissement possède une « music room », un service Internet gratuit, des œuvres en braille pour accommoder les personnes étant atteintes de déficience visuelle et un système de prêt pour les détenus en prison. Un service d’éducation social, qui comprend les activités socioculturelles, et des prêts de livres à des associations dans diverses régions sont également offerts.

### Éléments à améliorer
Le projet pilote de la bibliothèque de Delhi est considéré comme un succès puisqu’il a permis d’établir une institution fonctionnelle au sein de la capitale indienne qui offre à la population un lieu et des ressources pour apprendre et se divertir. Cependant, certains problèmes persistent :
- Pas assez de places pour s’assoir
- Manque d’employés
- Pas assez d’étagères pour ranger les livres
- Heures d’ouverture trop restreintes
- Absence de catalogue (ce qui rend la recherche très ardue)
- Entretien insuffisant du bâtiment[9]